# Flagge Panamas
Diese Flagge Panamas ist seit der Staatsgründung am 3. November 1903 die Staatsflagge von Panama, jedoch ursprünglich in einer anderen Felderaufteilung. Am 4. Juni 1904 wurde die heutige Version als offizielle Staatsflagge bestätigt. Durch die häufige Registrierung von Schiffen in Panama ist die Flagge oft in Häfen zu sehen.

## Bedeutung

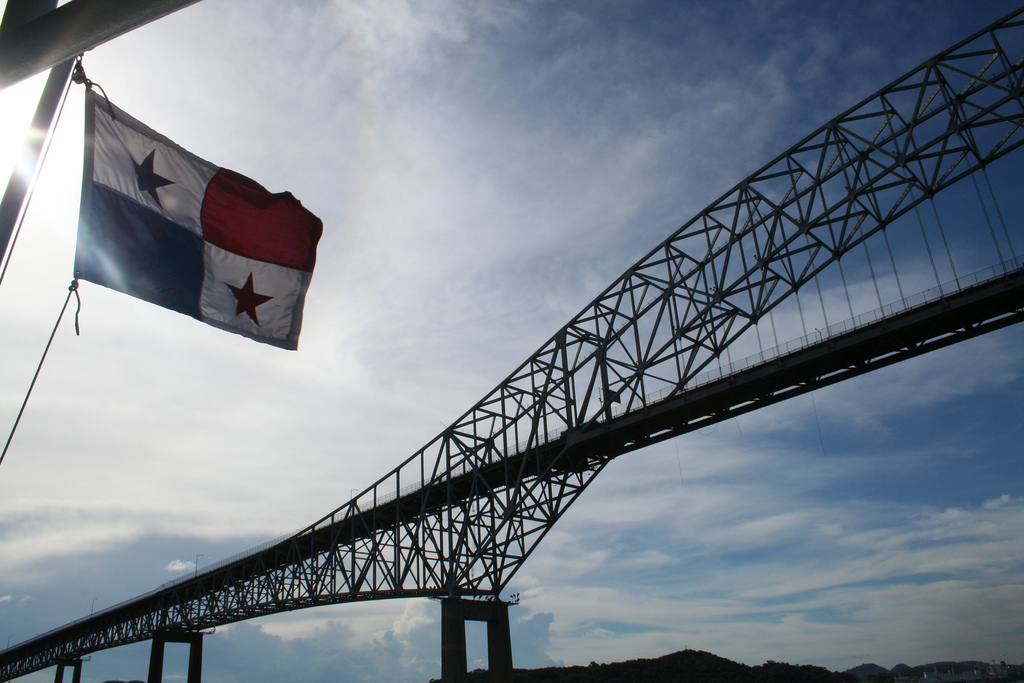
Flagge Panamas am Mast eines Schiffes

Weiß steht für Frieden, Blau für die Konservativen und Rot für die Liberalen. Die zwei Sterne stehen für die beiden politischen Parteien.

## Geschichte
Der erste Vorschlag für eine panamaische Flagge stammte von dem Franzosen Philippe-Jean Bunau-Varilla. Dieser Entwurf orientierte sich an der Flagge der USA, verwendete jedoch die großkolumbischen Farben Gelb, Blau und Rot. 13 abwechselnd rote und gelbe Streifen erinnerten stark an die roten und weißen Streifen der Flagge der Vereinigten Staaten, aber auch an die spanische Flagge. Die beiden gelben Sonnen auf blauem Grund sind durch einen gleichfarbigen Balken verbunden, was für die Verbindung von Atlantik und Pazifik (Panamakanal) oder von Nord- und Südamerika steht. Die ursprüngliche Version der heutigen Flagge hatte noch eine andere Anordnung der vier Felder. Sie wurde nur wenige Wochen im Jahre 1903 verwendet.

Der erste Flaggenvorschlag
Nationalflagge (1903)